# 吉庇巷谢家祠
吉庇巷谢家祠，位于中国福建省福州市鼓楼区吉庇路60号，明代始建，清代重修。坐北朝南，前后三进，面阔三间，穿斗式木构架，双坡顶，围以封火山墙。1919年五四运动爆发，福州学生在此成立“福建学生联合会”。2005年5月11日公布为第六批福建省文物保护单位。